# Слезовоцветни
Слезовоцветните (Malvales) са разред покритосеменни растения. 
Съгласно класификацията APG II разредът включва около 6000 вида, обединени в 9 семейства. Разредът е част от розидите, които от своя страна са част от еудикотите. Растенията в разреда са основно храсти и дървета, повечето семейства имат космополитно разпространение в тропиците и субтропиците, с ограничено разпространение към районите с умерен климат. Интересен случай е остров Мадагаскар, където се срещат три ендемични семейства Слезовоцветни – Sphaerosepalaceae, Sarcolaenaceae и Diegodendraceae.
Много видове слезовоцветни са известни със своята дървесина, като тази на Ochroma е известна със своята лекота, а тази на Tilia (липа) е популярна за дърворезба. Плодът на какаовото дърво (Theobroma cacao) се използва като съставка за шоколада. Ядките кола (Кола) се отличават с високото си съдържание на кофеин и в миналото са били често използвани за приготвяне на различни напитки кола. Други добре познати членове на разред Слезовоцветни в смисъла на APG II са бясно дърво, хибискус, бамя, юта, баобаб, памук и дуриан.

## Описание
Морфологията на слезоцветните е разнообразна, с някои общи характеристики. Сред най-често срещаните са длановидни листа, вплетени чашелистчета и специфична структура и химичен състав на семената. Кората често е влакнеста, изградена от меки флоемни слоеве.

## Таксономия
Ранните класификации като тази на Далгрен поставят слезоцветните в надразред Malviflorae (наричан още Malvanae). Границите между „основните“ семейства в разреда – Malvales, Malvaceae, Bombacaceae, Tiliaceae и Sterculiaceae – отдавна са проблематични. Тясната връзка между тези семейства, и по-специално Malvaceae и Bombacaceae, обикновено се признава, въпреки че доскоро повечето класификационни системи ги поддържаха като отделни семейства. С многобройни молекулярни филогенези, показващи, че Sterculiaceae, Bombacaceae и Tiliaceae според традиционното определение са или парафилетични, или полифилетични, възниква консенсус за разширяване на Malvaceae, за да включи тези три семейства. Тази разширена граница на Malvaceae е разпозната в най-новата версия на системата Торн, от Групата по филогения на покритосеменните, и в системата Кубицки, най-новото цялостно третиране на семейства и родове на васкуларни растения.
Доминиращото семейство в системата APG II е разширеното семейство Слезови с над 4000 вида, следвано от Тимелееви със 750 вида. Тази разширена граница на Слезови се приема, че включва някогашните семейства Bombacaceae, Sterculiaceae и Tiliaceae. При по-старата система на Кронкист разредът съдържа тези четири „основни семейства слезоцветни“ плюс Elaeocarpaceae и е поставен сред Dilleniidae. Някои от включените в момента семейства са поставени от Кронкист във Violales.
Според APG IV и последните актуализации на класификацията от Групата по филогения на покритосеменните съгласно официалния ѝ сайт към август 2022 г. разредът включва следните 10 семейства:
- Лавданови (Cistaceae)
- Слезови (Malvaceae)
- Тимелееви (Thymelaeaceae)
- Bixaceae
- Cytinaceae
- Dipterocarpaceae
- Muntingiaceae
- Neuradaceae
- Sarcolaenaceae
- Sphaerosepalaceae